# Bệnh giun đũa
Bệnh giun đũa do giun tròn ký sinh (Ascarislumbricoides) gây ra. Hơn 85% ca nhiễm bệnh, đặc biệt nhiễm ít giun, không thể hiện triệu chứng. Các triệu chứng tăng theo số lượng giun trong cơ thể và có thể bao gồm khó thở và sốt vào thời kỳ đầu nhiễm bệnh. Theo sau những triệu chứng này có thể là trướng bụng, đau bụng và tiêu chảy. Trẻ em hay bị ảnh hưởng nhất, và trong độ tuổi này, bệnh có thể làm trẻ tăng cân ít, suy dinh dưỡng và gặp phải các vấn đề trong học tập.
Bệnh lây qua đồ ăn, thức uống bị nhiễm trứng giun đũa có trong phân. Trứng nở trong ruột, đào xuyên qua thành ruột, và di chuyển tớiphổi thông qua máu. Tại đây, chúng chui vào hốc phổi đi ngược lên khí quản,nơi chúng bị ho ra và nuốt vào. Ấu trùng sau đó chui xuống dạ dày lần nữa, đi vào ruột nơi chúng phát triển thành giun trưởng thành.

## Phòng bệnh và chữa trị
Có thể phòng bệnh bằng cách tăng cường vệ sinh, bao gồm cải thiện nhà vệ sinh và xử lý phân một cách khoa học. Rửa tay với xà phòng có thể là một biện pháp bảo vệ. Ở những vùng có hơn 20% dân số nhiễm giun, nên điều trị cho mọi người thường xuyên. Việc tái nhiễm giun là phổ biến. Không có vaccine phòng bệnh này. Các biện pháp chữa trị do Tổ chức y tế thế giớiđề xuất bao gồm các loại thuốc albendazole, mebendazole, levamisole hoặc pyrantel pamoate. Các thuốc có tác dụng khác bao gồm tribendimidine và nitazoxanide.

## Dịch tễ học
Khoảng 0.8 đến 1.2 tỷ dân số thế giới nhiễm giun đũa, trong đó những vùng nhiễm nặng nhất là cận Sahara châu Phi, Mỹ Latinh,và châu Á. Do đó, bệnh giun đũa là dạng phổ biến nhất của bệnh giun sán lây truyền qua đất. Vào năm 2010, bệnh này gây ra khoảng 2700 ca tử vong, thấp hơn so với 3400 ca vào năm 1990. Loại khác của Bệnh giun đũa lây nhiễm trên lợn.